# 紙鉄砲
紙鉄砲（かみてっぽう、かみでっぽう）は子供のおもちゃ。
折り紙の一種で、振ると紙が開いて空気抵抗と紙の摩擦により大きな音が鳴る仕組みに折られたものである。
また上記とは別に、細い竹筒の両端を濡らして丸めた紙をつめ、一方から棒で押すと空気の圧力で紙玉が音を発して飛び出す仕掛けの竹細工がある（紙玉鉄砲を参照）。